# Білл Еванс
Білл Е́ванс (англ. Bill Evans), повне ім'я Ві́льям Джон Е́ванс (англ. William John Evans; 16 серпня 1929, Плейнфілд, Нью-Джерсі — 15 вересня 1980, Нью-Йорк) — американський джазовий піаніст. Його використання імпресіоністичної гармонії, винахідлива інтерпретація традиційного джазового репертуару та синкопована поліритмічна мелодика справила значний вплив на ціле покоління піаністів, таких як Гербі Генкок, Денні Цейтлін, Чик Коріа і Кіт Джаретт, гітариста Джон МакЛафлін та інших.

## Біографія

### Дитинство та юність
Білл Еванс народився в Плейнфілді, штат Нью-Джерсі, мати — українка, батько — валлієць. Перші музичні заняття отримав у церкві.
Мати Білла Еванса, Марія Сорока, ще дитиною разом з батьками емігрувала з України до США .  Вона була піаністка-аматорка, захоплювалась сучасною академічною музикою. Завдяки цьому вже у 6 років Білл опановував класичне фортепіано, в 13 — також флейту і скрипку.
З 12 років грає в бенді старшого брата (Buddy Valentino's band), що й стало початком шляху джазового піаніста. В 1940-ві грає в стилі бугі-вугі в різних клубах Нью-Йорку. Музичну освіту отримав в Південно-східному Луїзіанському Університеті, який закінчив в 1950 році за кваліфікацією виконавця та викладача фортепіано.

### 1950-ті роки
Після закінчення університету гастролював з бендом Herbie Fields, пізніше в оркестрі Fifth Army Band. Після трьох років служби в армії та оркестрі, Еванс переїхав до Нью-Йорку, де грав з квартетом Tony Scott і продовжував навчатися композиції в «Mannes College». В цьому коледжі Еванс знайомиться з композитором Джорджем Расселлом, та його ладовими теоріями джазу.
Значними для сольної кар'єри Еванса стали спільні записи з Расселлом, наприклад, альбом «All About Rosie». Також Еванс записав альбоми з Чарльзом Мінгусом, Олівером Нельсоном та Артом Фармером. У 1956 на студії звукозапису Riverside Records випустив свій дебютний альбом New Jazz Conceptions.
В 1958 грає, як єдиний білий музикант у секстеті Майлза Девіса. Хоча це співробітництво тривало лише 8 місяців, однак воно було дуже плідним. Проте бажання Еванса бути лідером групи, вживання наркотиків та конфлікти з іншими учасниками секстету призвели до припинення співпраці, проте в 1959 Еванс ще записав разом з Девісом відомий альбом «Kind of Blue», до якого Еванс вніс багато ідей щодо структури та настрою, а також імпровізацію.

## 1960-ті — 1970-ті роки
Наприкінці 1950-х Б.Еванс створює тріо за участю басиста Скотта ЛаФаро та барабанника Пола Мотьяна. З цією групою Еванс створює оригінальні та засновані на джазових стандартах композиції, з виразними імпровізаціями всіх трьох учасників ансамблю. Тріо створює альбоми Portrait in Jazz (1959), Explorations, Sunday at the Village Vanguard, Waltz for Debby (всі — 1961). Смерть басиста в автомобільній катастрофі в червні 1961 на цілий рік призупинила концертну діяльність Еванса.
В 1962 Б.Еванс запрошує замість ЛаФаро басиста Чака Ізраельса, в оновленому складі записані альбоми Moonbeams та How My Heart Sings! У 1962 році, під впливом продюсера Кріда Тейлора, Еванс починає роботу з колективами іншого формату, такими як «Gary McFarland's big band», аранжує Claus Ogerman, виступає з Stan Getz і знову об'єднується з Jim Hall. Найприкметнішим експериментом був альбом «Conversations With Myself»(«Діалоги з самим собою»), де партії другого і третього піаніно були накладені на перше. Цей альбом отримав Премію Греммі в номінації «найліпше інструментальне джазове виконавство — соліст або невеликий ансамбль».
У подальші роки Еванс продовжував виступи і записи з різними тріо, що включають в різний час басистів Ізраельса (1962–1965), Гар Пікока (1963), Еді Гомеца (1966–1977), Марка Джонсона (1978–1990) і барабанщиків Моушена (1959–1962), Ларрі Банкера (1963–1965), Філлі Джо Джонса (1967), Джек Деджонетта (1968), Марті Морелла (1969–1975), Еліота Зігмунда (1975–1978) і Джо Лабарбера (1979–1980).
В 1970-ті Б. Еванс також співпрацював з вокалістом Тоні Беннетом, випустивши 1975-го року альбом The Tony Bennett/Bill Evans Album та в 1977 — Together Again.

## Наркотична залежність
Проблеми з наркотичною залежністю у Білла Еванса почалися ймовірно з часів його роботи з Майлзом Девісом наприкінці 1950-х років. Захоплення героїном супроводжувало більшу частину його кар'єри, здоров'я музиканта було слабким і фінансове становище протягом 1960-х років залишалось складним. В кінці 1970-х, серйозною проблемою для Еванса став кокаїн. Його організм був остаточно зруйнований психоактивними речовинами в 1980. Хворий на виразку шлунку, цироз печінки та бронхіальну пневмонію, Білл Еванс помер в Нью-Йорку.

## Історичне значення
Хоча упродовж життя матеріальний стан Еванса був нелегким, його музика завжди виявляла майстерне творче володіння гармонією, ритмом, та індивідуальне розуміння джазу. Творчість Білла Еванса неповторним чином сплавляла елементи джазу, унікальний стиль ансамблевого виконавства, класичне розуміння форми. Його записи продовжують впливати на піаністів, гітаристів, композиторів та інтерпретаторів джазової музики усього світу.

### Дискографія
Riverside Records
- New Jazz Conceptions (1956)
- Everybody Digs Bill Evans (1958)
- Green Dolphin Street (1959, not issued until the 1970s)
- Portrait in Jazz (1959)
- Explorations (1961)
- Sunday at the Village Vanguard (1961)
- Waltz for Debby (1961)
- How My Heart Sings (1962)
- Interplay (1962)
- Moonbeams (1962)
- Conversations With Myself (1963)
- The Solo Sessions (two volumes 1963)
- At Shelly's Manne Hole (1963)
- Waltz for Debby (with Monica Zetterlund) (1964)

United Artists Records
- The Ivory Hinters (with Bob Brookmeyer (piano)) (1959)
- Undercurrent with Jim Hall (1963)

Verve Records
- Trio '64 (1964)
- Trio '65 (1965)
- Bill Evans Trio with Symphony Orchestra (1965)
- Bill Evans at Town Hall (1966)
- Intermodulation (with Jim Hall) (1966)

MPS Records
- Symbiosis (1974)

Warner Bros. Records
- Affinity (1979, разом з Тутсом Тілемансом)

## Мультимедіа
- Bill Evans with Chuck Israels (b) and Larry Bunker (d) from the BBC's Jazz 625, «My Foolish Heart», London, England (1965)
- Bill Evans with Chuck Israels (b) and Larry Bunker (d) from the BBC's Jazz 625, «How My Heart Sings!», London, England (1965)[недоступне посилання з березня 2019]
- Bill Evans with Niels-Henning Ørsted Pedersen (b) and Alan Dawson (d), «Beautiful Love», Berlin, Germany (1965)
- Bill Evans with Eddie Gomez (b) and Marty Morrell (d), «Gloria's Step», In The Jazz Set, NJN (1972) [Архівовано 30 вересня 2007 у Wayback Machine.]
- Bill Evans with Marc Johnson (b) and Joe LaBarbera (d), «Re: Person I Knew», Jazz At The Maintenance Shop, Ames, Iowa (1979) [Архівовано 16 лютого 2007 у Wayback Machine.]